# 真英寺
真英寺（しんえいじ）は、東京都新宿区にある真宗大谷派の寺院。

## 歴史
1617年（元和3年）、祐真によって開山された。元々は麹町に位置していたが、その後5回以上も移転を繰り返し、1841年（天保12年）に現在地に移転している。このように数多くの移転を繰り返したのは、有力な檀家（徳川将軍家や大名家など）の庇護が無かったからか、としている。
寺宝として、本尊の阿弥陀如来立像や親鸞聖人御絵伝（掛軸）などがある。

## 交通アクセス
- 東京メトロ丸ノ内線四谷三丁目駅3番出口より徒歩6分（経路案内）。
- 四ツ谷駅より徒歩11分（経路案内）。